# 清江浦楼
清江浦楼是位于中国江苏省淮安市清江浦区运河南岸的河南西路，建于清雍正七年（1729年），高两层，昔为西圩门，曾为进入清江浦的标志。2003年修建中州公园时，由东南大学设计，异地新建新清江浦楼。

## 保护
2003年，清晏园列为第二批淮安市文物保护单位。2006年被列为第六批全国重点文物保护单位。